# Аль-Хаким, Абдель Азиз
Аятолла Абдель Азиз аль-Хаким (араб.عبدالعزيز الحكيم); 1 января 1953 — 26 августа 2009)— иракский политический деятель, шиитский религиозный лидер. Занимал должность Президента правительственного совета Ирака в декабре 2003 года.

## Биография
Точная дата его рождения неизвестна. Высказываются различные мнения — 1950 г., 1952 г., 1953 г. Его отцом был шиитский духовный лидер Мухсин аль-Хаким. Получил религиозное образование. Окончил теологический факультет в Наджаф хаузе.
Он трижды сидел в тюрьме из-за политической деятельности (1972 г.,1977 г.,1979 г.). При правлении Саддама Хусейна были убиты шесть его братьев. В 1980 году он бежал в Иран, где через два года присоединился к Высшему совету исламской революции в Ираке.
После свержения Саддама Хусейна в 2003 году он вернулся в Ирак. Он выступал за федерализацию Ирака и за более жесткие меры проив сторонников бывшего диктатора (Иракские повстанцы). Он требовал создания специальных региональных комитетов защиты населения от террористов. Он был сторонником сближения Ирана и США. Он одобрял присутствие американских войск в Ираке, хотя большинство членов правительства были против этого.
В 2006 году он посетил Вашингтон, где встретился с Джорджем Бушем младшим. В ходе зтого визита Президент США заявил, что его страна будет способствовать объединению Ирака.
Аль-Хаким умер 26 августа 2009 года в Тегеранской больнице, от рака легких. Через три дня он был похоронен в Эн-Наджафе.